# 蓋爾維爾 (紐約州)
蓋爾維爾（英語：Galeville）是位於美國紐約州奧農達加縣的普查規定居民點。

## 人口
根據2020年美國人口普查的數據，蓋爾維爾的面積為5.57平方千米，當中陸地面積為3.25平方千米，而水域面積為2.32平方千米。當地共有人口4482人，而人口密度為每平方千米804.67人。